# Grupo Camargo de Comunicação
O Grupo Camargo de Comunicação, (também conhecido como GC2), é um sistema de veículos de comunicação brasileiro sediado em São Paulo, pertencente à família Camargo. O grupo controla as redes de rádio 89 FM A Rádio Rock, Alpha FM, Nativa FM, em parceria com o Grupo Bandeirantes de Comunicação, Rádio Disney Brasil., A Rádio Disney é uma parceria com a The Walt Disney Company América Latina e Transamérica, que foi adquirida recentemente antes da aprovação pelo CADE. O Grupo também controla a  Rádio 103 FM do município de Iperó localizada no estado de São Paulo.
O Grupo Camargo em parceria com a Comunidade Cristã Paz e Vida, administrou a Rádio Nacional Gospel AM.
O grupo também controla também os canais de televisão TV FL e a TV Cotia.
Em fevereiro de 2025 o grupo anunciou a compra da Rede Transamérica, uma das maiores e mais tradicionais redes de rádio do Brasil.
A Transamérica é uma emissora com rede de 6 emissoras e está presente em 370 cidades do Brasil através do FM.